# Struga (kommun)
Struga kommun (albanska:Komuna e Strugës, makedonska: Општина Струга) är en kommun i Nordmakedonien. Den ligger i den västra delen av landet, 100 km sydväst om huvudstaden Skopje. Antalet invånare är 63 376. Arean är 483 kvadratkilometer.
Kommunen bildades 2004 genom sammanslagning av dåvarande kommunerna Struga, Delogoždi, Velešta, Lukovo och Labuništa.

## Geografi

### Orter
Följande samhällen finns i kommunen Struga:
- Struga
- Radolišta
- Delogoždi
- Oktisi
- Lukovo
- Kališta
- Radožda
- Nerezi

### Natur
I kommunen Struga finns följande:

#### Vattendrag
- Piskupska Reka (en å)

#### Kanaler
- Kanal Sateska Reka (en kanal)

#### Dalar
- Slepčaren (en dal)